# Trouble du neurodéveloppement
En psychiatrie, la notion de trouble du neurodéveloppement (TND), ou trouble neurodéveloppemental, se substitue en partie aux notions de trouble du développement présente dans le CIM-10 et de trouble envahissant du développement présente dans le DSM-IV. Elle inclut notamment les troubles spécifiques des apprentissages tels que : Dyslexie, Dysorthographie, Dyspraxie, Dyscalculie, Dysgraphie, Dysphasie, (troubles dys), les handicaps intellectuels, les troubles de la communication, le trouble du spectre de l'autisme (TSA), le déficit de l'attention avec ou sans hyperactivité (TDA/H ), les troubles moteurs.
En France, elle est utilisée dans plusieurs circulaires et lois à partir de 2018 par le gouvernement Philippe, notamment dans le cadre de la politique de l'autisme en France. En 2020, la Haute Autorité de Santé (HAS) élabore des recommandations pour mieux repérer et orienter les enfants à risque.

## Associations engagées
Il existe plusieurs Associations Nationales engagées :
1. Autisme France,
2. Sésame Autisme Fédération Française,
3. France TND,
4. Hyper Tdah France Super,
5. Fédération Française des DYS,